# Helius corniger
Helius corniger är en tvåvingeart som beskrevs av Evgenyi Nikolayevich Savchenko 1983. Helius corniger ingår i släktet Helius och familjen småharkrankar. Inga underarter finns listade i Catalogue of Life.